# Liste der Kulturdenkmäler in Todenhausen (Frielendorf)
Die folgende Liste enthält die in der Denkmaltopographie ausgewiesenen Kulturdenkmäler auf dem Gebiet des Ortsteils Todenhausen der Gemeinde Frielendorf, Schwalm-Eder-Kreis, Hessen.
Hinweis: Die Reihenfolge der Denkmäler in dieser Liste orientiert sich an der Anschrift, alternativ ist sie auch nach der Bezeichnung oder der Bauzeit sortierbar.
Kulturdenkmäler werden fortlaufend im Denkmalverzeichnis des Landes Hessen durch das Landesamt für Denkmalpflege Hessen auf Basis des Hessischen Denkmalschutzgesetzes (HDSchG) geführt. Die Schutzwürdigkeit eines Kulturdenkmals hängt nicht von der Eintragung in das Denkmalverzeichnis des Landes Hessen oder der Veröffentlichung in der Denkmaltopographie ab.

| Bild                                    | Bezeichnung                         | Lage                    | Beschreibung | Bauzeit | Daten |
| --------------------------------------- | ----------------------------------- | ----------------------- | ------------ | ------- | ----- |
| Bild gesucht BW                         | Fachwerkhaus Am Glockenturm 5       | Am Glockenturm 5 Lage   |              |         |       |
| Bild gesucht BW                         | Ernhaus Am Glockenturm 7            | Am Glockenturm 7 Lage   |              |         |       |
| Bild gesucht BW                         | Gemeindehaus                        | Am Glockenturm (8) Lage |              |         |       |
| Bild gesucht BW                         | Fachwerkhaus Am Glockenturm (25)    | Am Glockenturm 26 Lage  |              |         |       |
| Bild gesucht BW                         | Fachwerkhaus Am Glockenturm 32      | Am Glockenturm 32 Lage  |              |         |       |
| Bild gesucht BW                         | Ernhaus Im Dorfe 7                  | Im Dorfe 7 Lage         |              |         |       |
| Direkt Bild zu diesem Denkmal hochladen | Wohnwirtschaftsgebäude Im Dorfe (8) | Im Dorfe (8)            |              |         |       |
| Direkt Bild zu diesem Denkmal hochladen | Fachwerkhaus Im Dorfe (7)           | Im Dorfe (7)            |              |         |       |
| Bild gesucht BW                         | Fachwerkhaus Am Centhof 1           | Am Centhof 1 Lage       |              |         |       |